# Torre dei Giudi
La torre dei Giudi si trova in via delle Terme, nel centro storico di Firenze.

## Storia e descrizione
La torre risale al XII secolo circa e sono evidenti i segni di numerose trasformazioni strutturali: al piano terra si notano aperture tamponate di varie dimensioni, sormontate da ghiere di varie fogge e dimensioni. Quella particolarmente ampia al centro probabilmente era in antico un vicoletto o un passaggio che si addentrava nella base della torre. Anche ai piani superiori si possono vedere aperture tamponate risalenti ad epoche diverse. L'altezza attuale è molto inferiore a quella originaria, probabilmente a causa del capitozzamento (parziale demolizione) inflitto alle costruzioni appartenenti alle famiglie ghibelline.
Le buche pontaie con mensole sono numerose e si aprono sul rivestimento esterno che presenta grosse bozze di pietra squadrate, insolitamente sporgenti. Uno stemma della famiglia un tempo proprietaria campeggia nella chiave di volta di un arco del portale principale.

## La famiglia Giudi
La famiglia dei Giudi o Iudi era una famiglia ghibellina, che venne cacciata da Firenze attorno al 1200, per poi rientrare in città con la vittoria nella battaglia di Montaperti, conseguenza della quale fu un governo ghibellino della città, sia pure per soli sei anni, fino alla battaglia di Benevento.

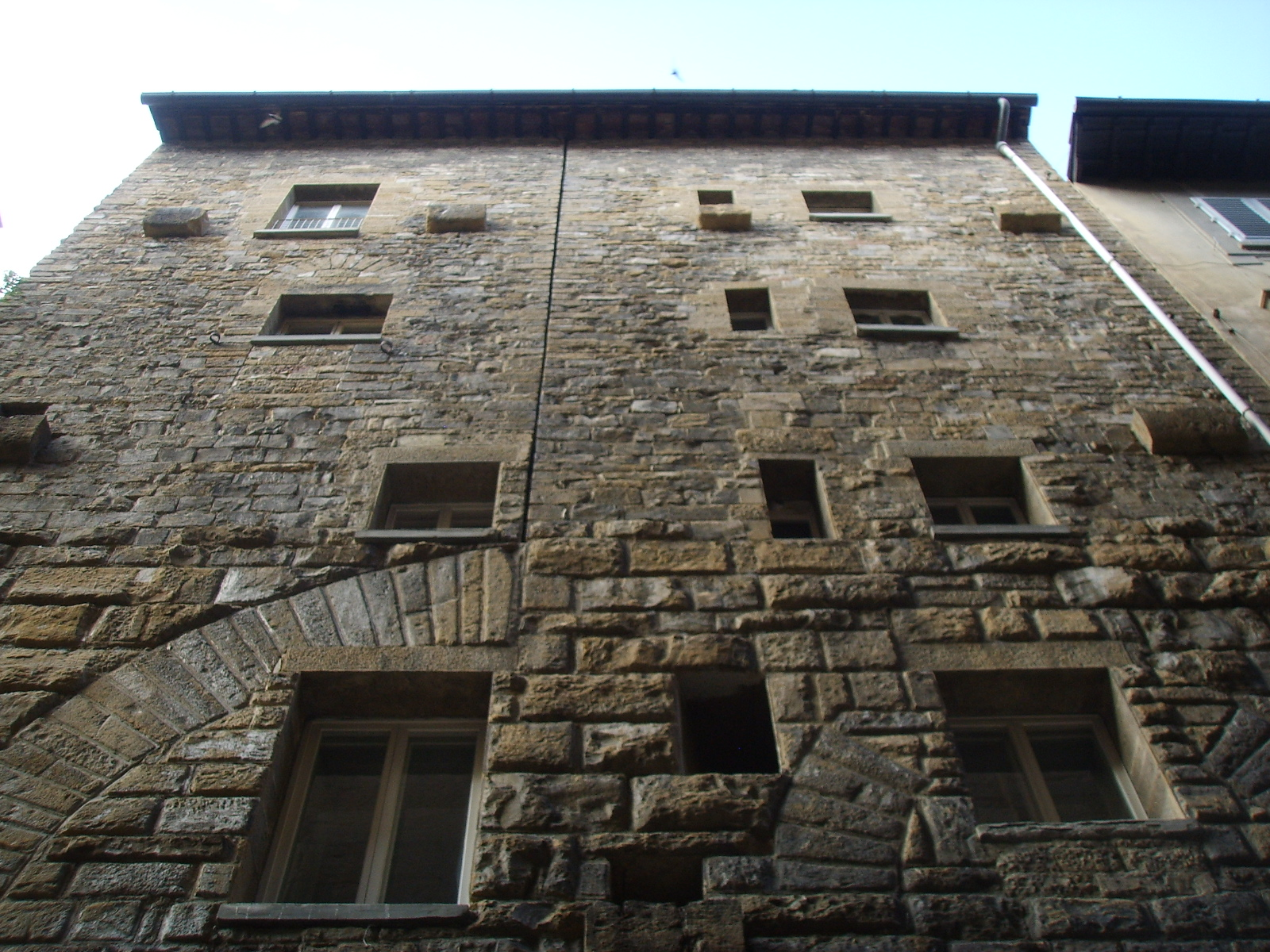
Veduta obliqua
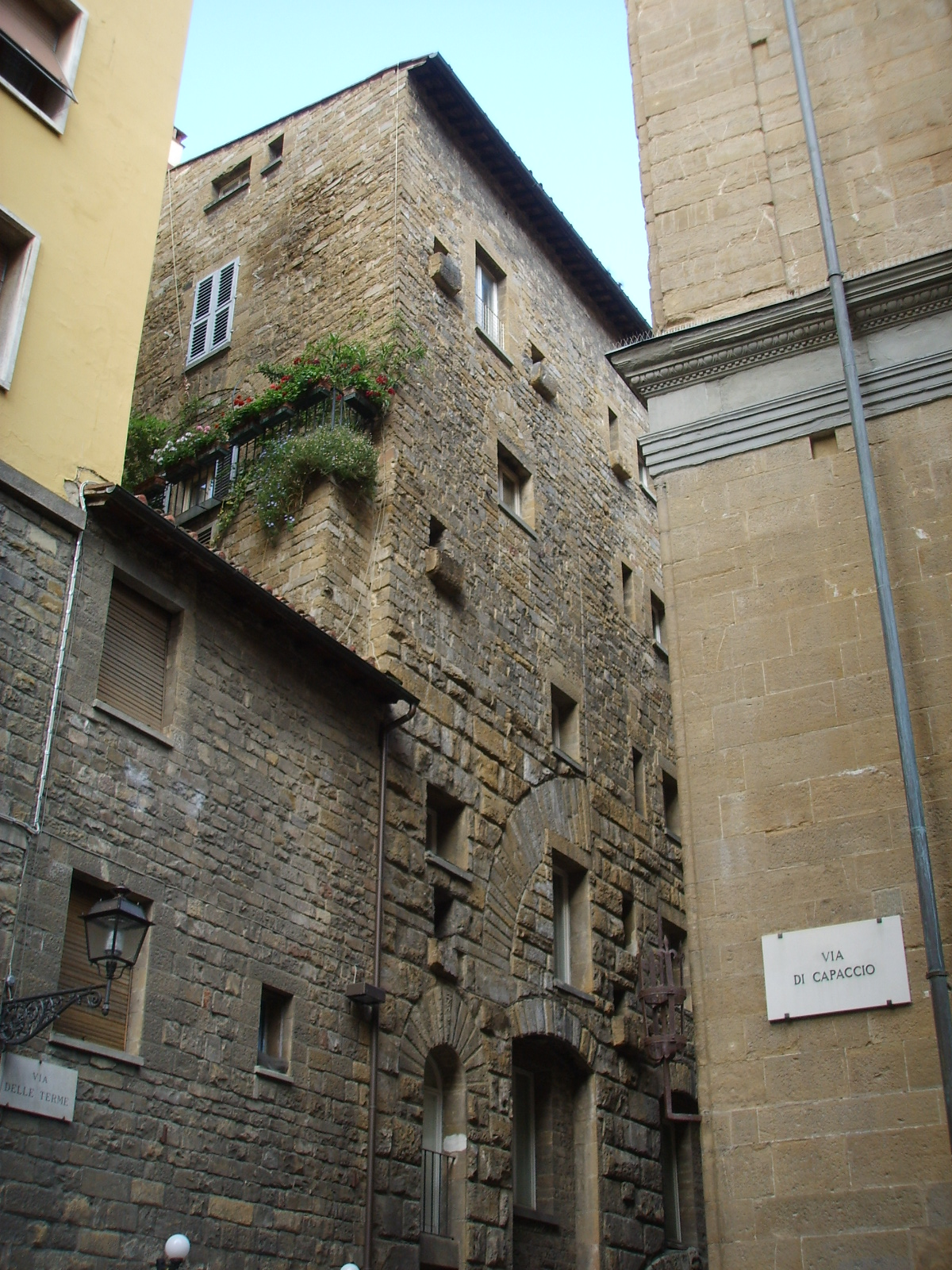
La parte terminale
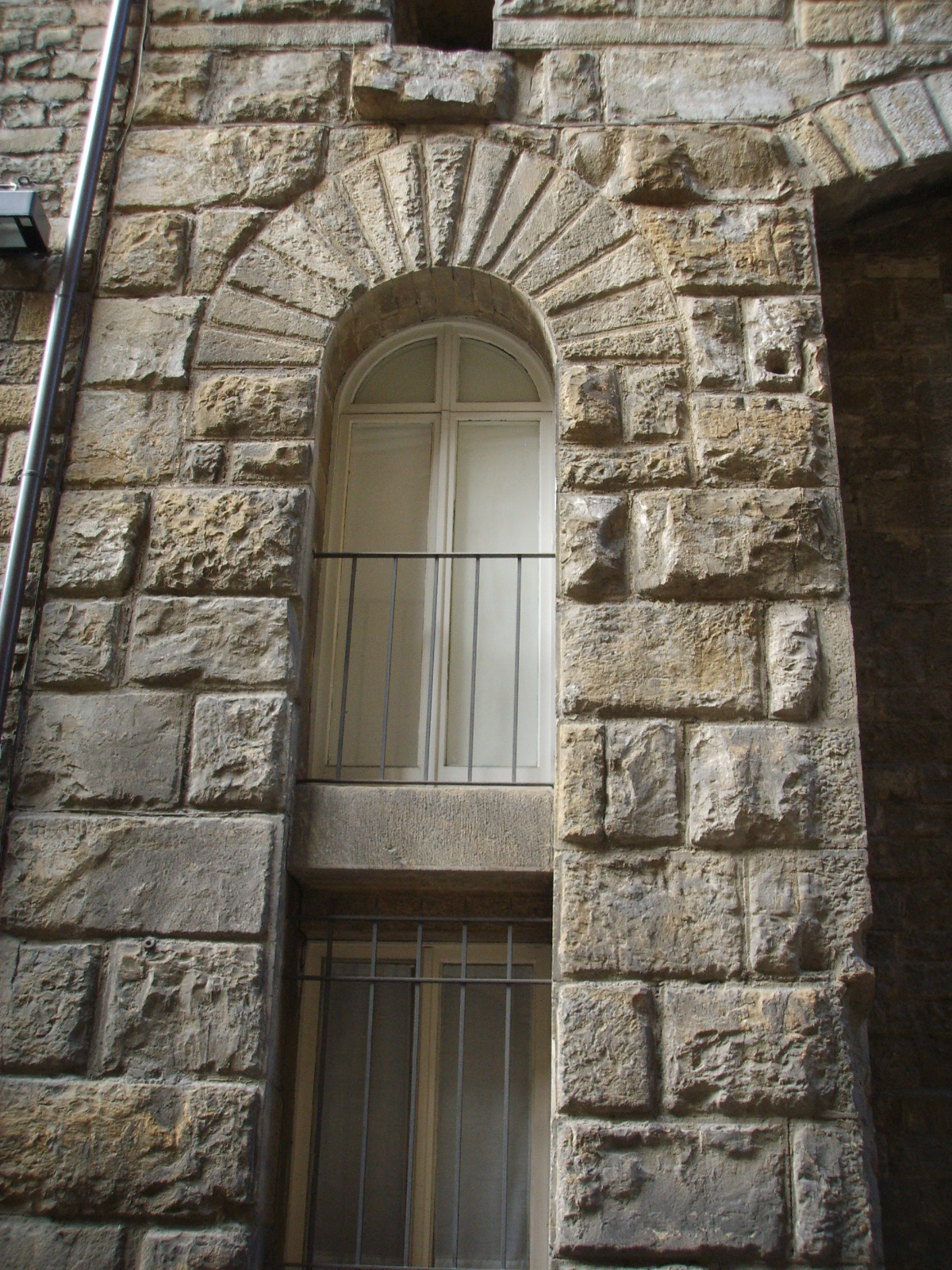
Un arco
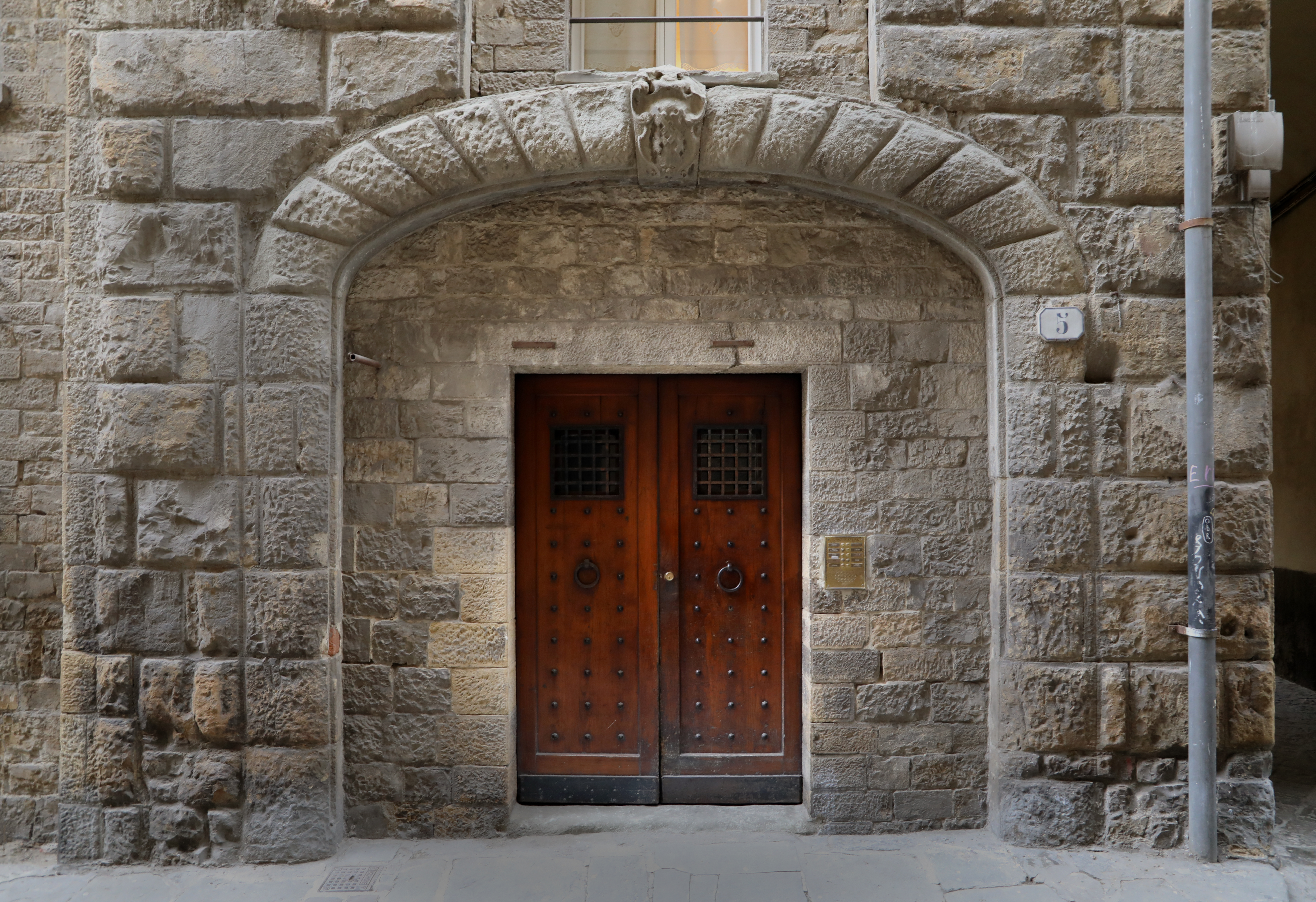
Arco già carrabile
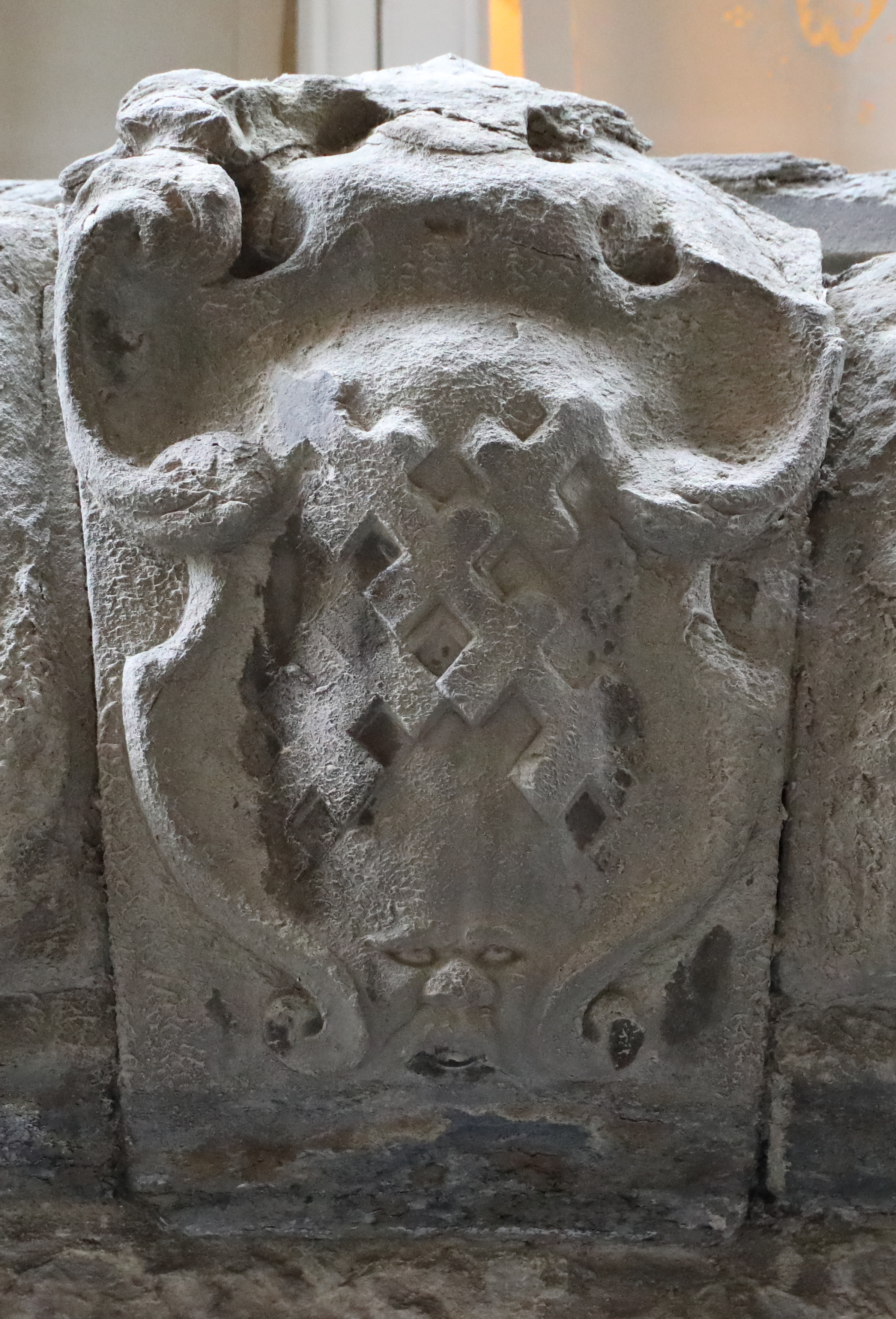
Stemma